# Estêvão Amarante
Estêvão Amarante Carvalho da Silva (Lisboa, 9 de janeiro de 1894 — Porto, 6 de dezembro de 1951) foi um ator português. 

## Biografia
Desde criança, no Teatro do Infante, revelou talentos que o afamaram na opereta, revista e comédia musicada. Prosseguiu nas barracas de feira, até se consagrar no saloio Sebastião Barbosa de O Conde Barão. Triunfal em João Ratão, popularizou figuras características. Integrou o elenco da Companhia de Amélia Rey Colaço/Robles Monteiro, no Teatro Nacional D. Maria II.
No cinema, ocupava agora papéis secundários como no filme castelhano Es Peligroso Asomarse al Exterior (É Perigoso Debruçar-se, 1946) ou a comédia O Grande Elias (1950).
Fez parte da Maçonaria, tendo sido iniciado em 1918 na Loja Gil Vicente, com o nome simbólico de Leoni.
A 14 de junho de 1920, foi agraciado com o grau de Cavaleiro da Ordem Militar de Sant'Iago da Espada, tendo sido elevado ao grau de Oficial da mesma Ordem a 17 de abril de 1950.